# مونته‌جیورجیو
مونته‌جیورجیو (به ایتالیایی: Montegiorgio) یک کومونه در ایتالیا است که در استان فرمو واقع شده‌است.

## خصوصیات
مونته‌جیورجیو ۴۷٫۴ کیلومترمربع مساحت و ۶٬۶۴۸ نفر جمعیت دارد و ۴۱۱ متر بالاتر از سطح دریا واقع شده‌است.